# Cantuaria dunedinensis
Cantuaria dunedinensis là một loài nhện trong họ Idiopidae.
Loài này thuộc chi Cantuaria. Cantuaria dunedinensis được Raymond Robert Forster miêu tả năm 1968.